# Île Manuel Rodríguez
Pour les articles homonymes, voir Manuel Rodríguez.
L'île Manuel Rodríguez (en espagnol : Isla Manuel Rodríguez) est une île située au sud-est de l'archipel de la Reine Adélaïde, dans le sud du Chili. Elle est administrativement rattachée à la région de Magallanes et de l'Antarctique chilien, en Patagonie chilienne ; elle fait partie de la réserve nationale Alacalufes.

## Géographie

### Situation et caractéristiques physiques
L'île Manuel Rodríguez a une superficie de 466 km2. Elle est orientée NNE-SSO et mesure 21 milles de long et 11 milles de large au maximum.
Elle est entourée par le canal Smyth à l'est, le détroit de Magellan au sud et le canal Bambach (es) au nord ; à l'ouest elle est baignée par les eaux intérieures de l'archipel qui appartiennent à l'océan Pacifique.
Dans la partie orientale de l'île se trouvent plusieurs sommets, parmi lesquels le pic Sainte Anne de 513 mètres d'altitude, le pic Sainte Agnes (324 m) et le mont Joy (443 m).
Sur la côte orientale de l'île se trouvent les baies  (bahias) Retreat, Sivewright et Sholl ainsi que le port Profundo. Sur la côte occidentale, à l'extrémité nord-ouest de l'île est situé le port  Baquedano.

## Histoire
L'île est nommée d'après Manuel Javier Rodríguez Erdoíza (27 février 1785, Santiago — 26 mai 1818, Santiago au Chili), officier, avocat et homme politique chilien, considéré comme l'un des fondateurs du Chili moderne[réf. nécessaire].